# Elsa Oeltjen-Kasimir

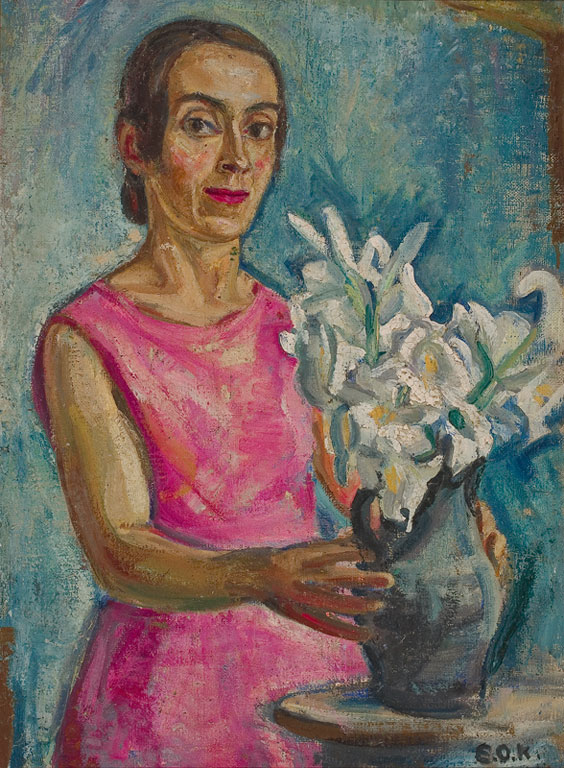
Selbstporträt, 1932

Elsa Oeltjen-Kasimir (* 8. März 1887 in Ptuj; † 5. Dezember 1944 ebenda) war eine deutsch-slowenische Bildhauerin, Malerin und Grafikerin. Werke der Künstlerin befinden sich unter anderem im Landesmuseum für Kunst und Kulturgeschichte Oldenburg und im Stadtmuseum Oldenburg.

## Leben
Oeltjen-Kasimir war die Tochter des Malers Alois Kasimir und die Schwester des Grafikers Luigi Kasimir. Nach dem Abschluss einer Mittelschule wurde sie 1904 Schülerin der Kunstgewerbeschule Wien, in der sie unter anderem Unterricht bei dem Bildhauer Franz Metzner erhielt. 1905 lernte sie hier den Maler und Grafiker Oskar Kokoschka kennen, bei dem sie 1908 Unterricht nahm. Im Alter von neunzehn Jahren (1906) verlobte sich Elsa Kasimir mit dem Naturwissenschaftler Edgar Paulsen. Im Februar 1908 gelang es ihr, bei gleich zwei Ausstellungen eigene Werke zu präsentieren. Auf einer Ausstellung der ‚Genossenschaft der Bildenden Künstler Wiens‘ wickelte sie den ersten belegten Verkauf eines ihrer Werke ab. Im selben Jahr, 1908, nahm sie teil an der „Jubiläumsausstellung des Vereins der Bildenden Künstler Steiermarks“, auf der sie Impressionen nach einer Italienreise zeigte. Auch in den folgenden zwei Jahren konnte sie erfolgreich ausstellen: Ihre Werke wurden bei der „XXXIII. Ausstellung der Vereinigung Bildender Künstler Österreichs Secession Wien“ und der „XXXVI. Ausstellung der Vereinigung Bildender Künstler Österreichs Secession Wien“ des nächsten Jahres präsentiert. Inzwischen hatte sie das Studium an der Kunstgewerbeschule abgeschlossen.

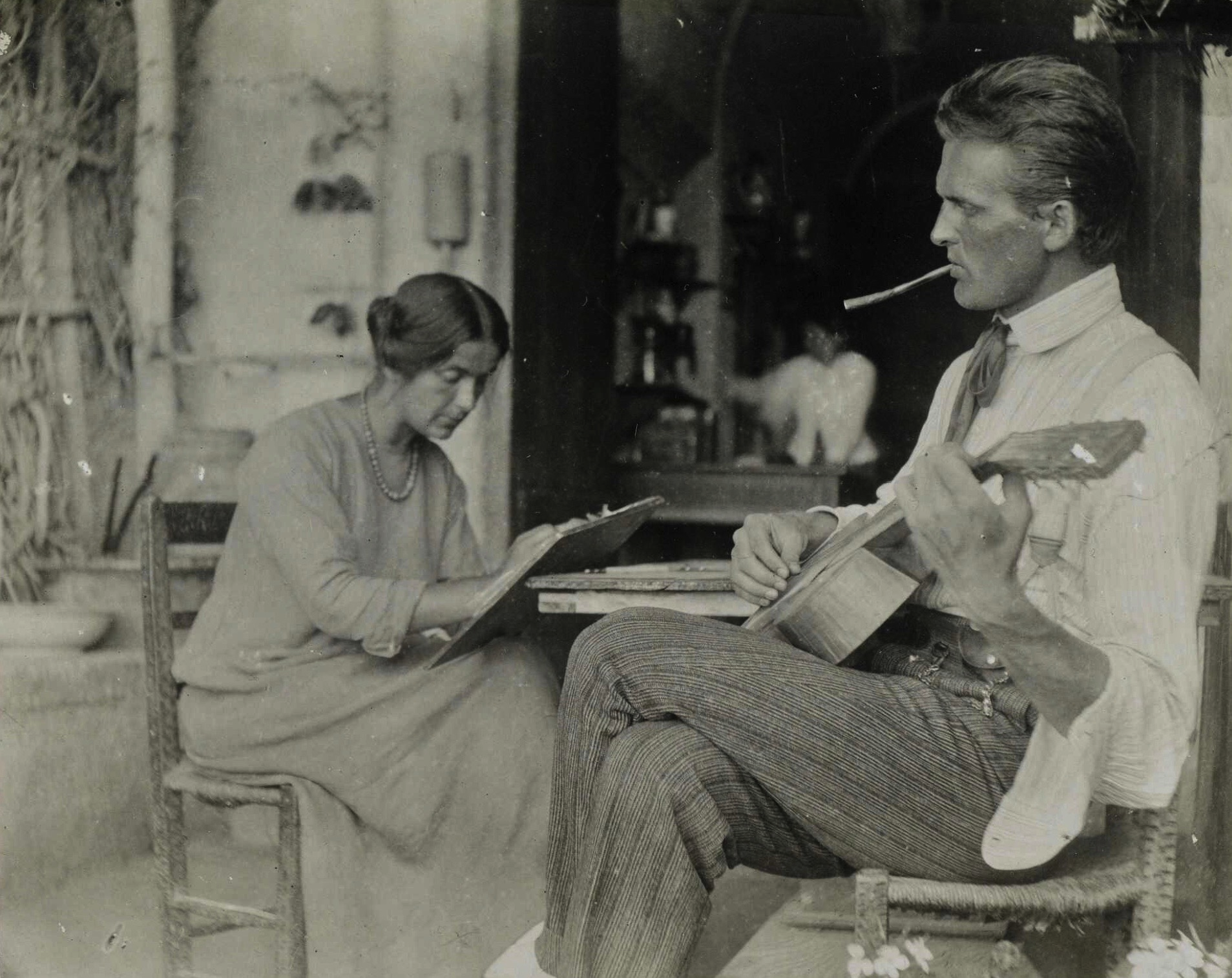
Jan Oeltjen (1880–1968) mit seiner zweiten Ehefrau, der österreichischen Malerin Elsa Oeltjen-Kasimir in Italien, 1913 (Quelle: Deutsches Kunstarchiv)

Im Sommer 1910 begegnete Kasimir dem Maler Jan Oeltjen, verlobte sich Ende des Jahres mit ihm und löste die Verlobung mit Paulsen. Im April 1911 heiratete sie Oeltjen in Jaderberg. Von nun an trug sie den Namen Oeltjen-Kasimir. Im November stellte sie bei der „zweiten Ausstellung der Vereinigung bildender Künstlerinnen Österreichs“ mit dem Hagenbund aus.
1912 wurde die Tochter Ruth in Graz geboren († 1987), es schloss sich ein Umzug in die Himmelstraße 57 nach Wien an. 1913 erkrankte Jan Oeltjen schwer an Typhus und Elsa Oeltjen-Kasimir nahm sich neben dem Mutterdasein auch der drei Monate anhaltenden Versorgung ihres Gatten an. Im Dezember 1914 erlitt Oeltjen-Kasimir eine Fehlgeburt. Bei einem Berlinaufenthalt 1916 begegnet sie – höchstwahrscheinlich bei ihrem Lehrer Metzner – dem deutschen Bildhauer Wilhelm Lehmbruck. Sowohl Metzner als auch Lehmbruck fertigen Büsten der Künstlerin. Allerdings kann die Existenz der Büste(n) Metzners bis zum heutigen Tage nicht nachgewiesen werden. Von Lehmbruck entstand die ‚Porträtbüste Frau Oeltjen‘, die er offenbar erst nach der Zusammenkunft anhand von Zeichnungen anfertigte, für die ihm Oeltjen-Kasimir Modell gestanden hatte. Die Büste befindet sich heute im Wilhelm Lehmbruck Museum in Duisburg. Lehmbruck und Kasimir tauschten – nach einem weiteren Treffen am 17. Mai – Radierungen aus.
Im Mai 1916 fertigte Oeltjen-Kasimir außerdem eine Porträtzeichnung von Wilhelm Lehmbruck an, die sich im Landesmuseum für Kunst und Kulturgeschichte Oldenburg befindet. Von 1919 bis 1930 lebte Elsa Oeltjen-Kasimir mit Jan Oeltjen in Jaderberg.

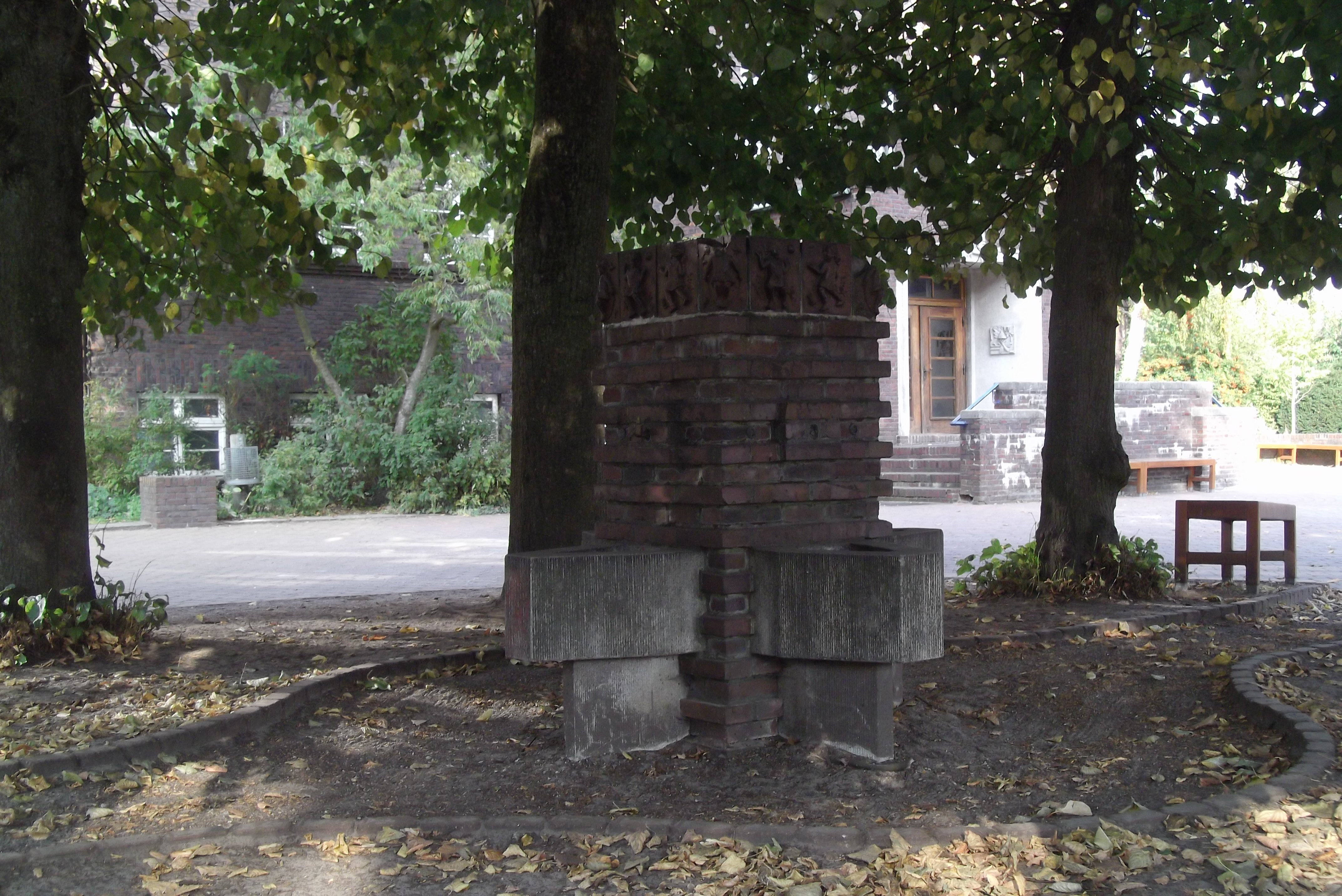
Schulbrunnen von Elsa Oeltjen-Kasimir bei der Freien Waldorfschule Oldenburg (ehem. Volksmädchenschule Osternburg)

In den späten 1920er Jahren erhielt sie Aufträge für Klinkerplastiken in Oldenburg, unter anderem für die Volksmädchenschule Osternburg. 1937 wurde in der Nazi-Aktion „Entartete Kunst“ aus dem Landesmuseum für Kunst und Kulturgeschichte Oldenburg ihr Gemälde „Kind mit Puppe“ (Öl auf Leinwand, 55,5 × 50 cm, 1921) beschlagnahmt und vernichtet.

## Fassadenschmuck am Bahnhof Bremen-Neustadt
Oeltjen-Kasimir schuf zwischen 1930 und 1931 ca. 160 Klinkerplastiken für das am 1. Juli 1931 eröffnete Empfangsgebäude des Neustädter Bahnhofs in Bremen.
Die 80 verwendeten Plastiken zeigen Personen des Bahnpersonals, u. a. auch Bahnpräsident Mutzenbecher und den Baurat Langewand. Außerdem werden typische Berufe dargestellt wie Fahrdienstleiter, Rangierer, Lokführer und Kontrolleur. Daneben finden sich Darstellungen von Bahnreisenden. Die Klinkerplastiken zierten die sechs Pfeiler unter dem Vordach des Haupteingangs. Sie wurden aus Bockhorner Wiesenlehm geformt und in der Ziegelei Lauw in Bockhorn gebrannt.
Nach der Zerstörung des Bahnhofs am 6. Oktober 1944 befinden sich einige erhaltene Plastiken im Stadtmuseum Oldenburg, im Landesmuseum Oldenburg und bei privaten Sammlern, im Künstlerhaus Jan Oeltjen, und am Bahnhof Varel.
Elsa Oeltjen-Kasimir starb am 5. Dezember 1944 nach einer Lungenentzündung.